# 來弗歐克 (加利福尼亞州聖塔克魯茲縣)
萊夫奧克（英語：Live Oak）是位於美國加利福尼亞州聖塔克魯茲縣的一個人口普查指定地區。

## 地理
萊夫奧克的座標為36°59′10″N 121°58′50″W / 36.98611°N 121.98056°W，而該地最高點為海拔高度31米（即102英尺）。

## 人口
根據2010年美國人口普查的數據，萊夫奧克的面積為8.398平方千米，均為陸地。當地共有人口17158人，而人口密度為每平方千米2,043人。